# Lucas Kirby
San Lucas Kirby (c. 1549 – 30 de mayo de 1582) fue un sacerdote católico inglés y mártir, ejecutado durante el reinado de Isabel I. Fue canonizado por el papa Pablo VI en 1970 junto con el resto de los Cuarenta Mártires de Inglaterra y Gales.
Kirby recibió el título de Cambridge, antes de convertirse al catolicismo en Lovaina y entrar en Douai College en 1576. Fue ordenado sacerdote en Cambrai en septiembre de 1577 y la diócesis de Reims el 3 de mayo de 1578. Sin embargo, regresó el 15 de julio y se fue a Roma. Allí tomó el juramento de la universidad en la Colegio Inglés de Roma el 23 de abril de 1579. En junio de 1580, fue arrestar al desembarcar en Dover, y encarcelado en el Gatehouse, Westminster. El 4 de diciembre, fue trasladado a la Torre de Londres, donde fue sometido a la tortura conocida como "scavenger" (un marco de metal que comprimía el cuerpo atado en él) durante más de una hora el 9 de diciembre. Kirby fue condenado el 17 de noviembre de 1581, y del 2 de abril hasta el día de su muerte, fue puesto en la plancha. Con él murió Thomas Cottam, William Filby y Laura Richardson. Todos fueron beatificados más tarde en 1885 por el papa León XIII. Fue canonizado como uno de los Cuarenta Mártires de Inglaterra y Gales en 1970.
- Datos: Q3046840
- Multimedia: Luke Kirby (priest) / Q3046840